# SN 2005am
SN 2005am – supernowa typu Ia odkryta 22 lutego 2005 roku w galaktyce NGC 2811. W momencie odkrycia miała maksymalną jasność 17,50m.